# Enhver
Enhver er en dansk stumfilm fra 1915, der er instrueret af Vilhelm Glückstadt. Filmen er en fri fortolkning af Hugo von Hofmannsthals skuespil Det gamle spil om enhver fra 1911.

## Handling
Denne artikel mangler et handlingsreferat. Hjælp os med at skrive det.

## Medvirkende
- Rasmus Ottesen - "Enhver"
- Jonna Neiiendam - Enhvers mor
- Gudrun Houlberg - Sylvia, Enhvers elskede
- Valdemar Møller - Præsten
- Else Schiwe - Martha
- Peter Malberg - Kurt
- Lily Jansen - Den gode Engel
- Peter S. Andersen - Den onde ånd
- Alfred Sjøholm - Skuespiller
- Charles Løwaas